# Dărăști-Ilfov
Dărăști-Ilfov est une commune du județ d'Ilfov en Roumanie.